# Giuseppe Zuppone
Giuseppe Zuppone in arte Brad Davis (1956) è un polistrumentista, compositore e direttore d'orchestra italiano.
Ha composto alcuni jingle per la Yomo negli anni '90. Componente del gruppo D'istruzione è diventato celebre per essere stato l'autore e arrangiatore del brano San Martino di Fiorello su poesia di Giosuè Carducci. Ha collaborato con Gian Piero Reverberi come coautore, compositore e arrangiatore in tre album dei Rondò Veneziano editi dalla Koch International. Ha inciso per la Sony Music il singolo Listen To The Music, Please, cover del brano La Serenissima.

## Compositore e autore
- 1993 - Fiorello, San Martino nell'album Spiagge e lune[3]
- 1997 - Rondò Veneziano, Il canto: la meditazione nell'album Marco Polo[4][5]
- 1998 - Rondò Veneziano, Zodiaco, Capricorno-Terra e Cancro-Acqua nell'album Zodiaco - Sternzeichen[6]
- 1999 - Rondò Veneziano, Luna di miele e Luna di miele (acustica) nell'album Honeymoon - Luna di miele[7]
- 1999 - Brad Davis, Listen To The Music, Please[1][8]